# Palazzo vescovile (Crema)
Il Palazzo Vescovile, già Palazzo della Notaria, è l'edificio sede della diocesi di Crema.

## Storia

### XVI – XIX secolo

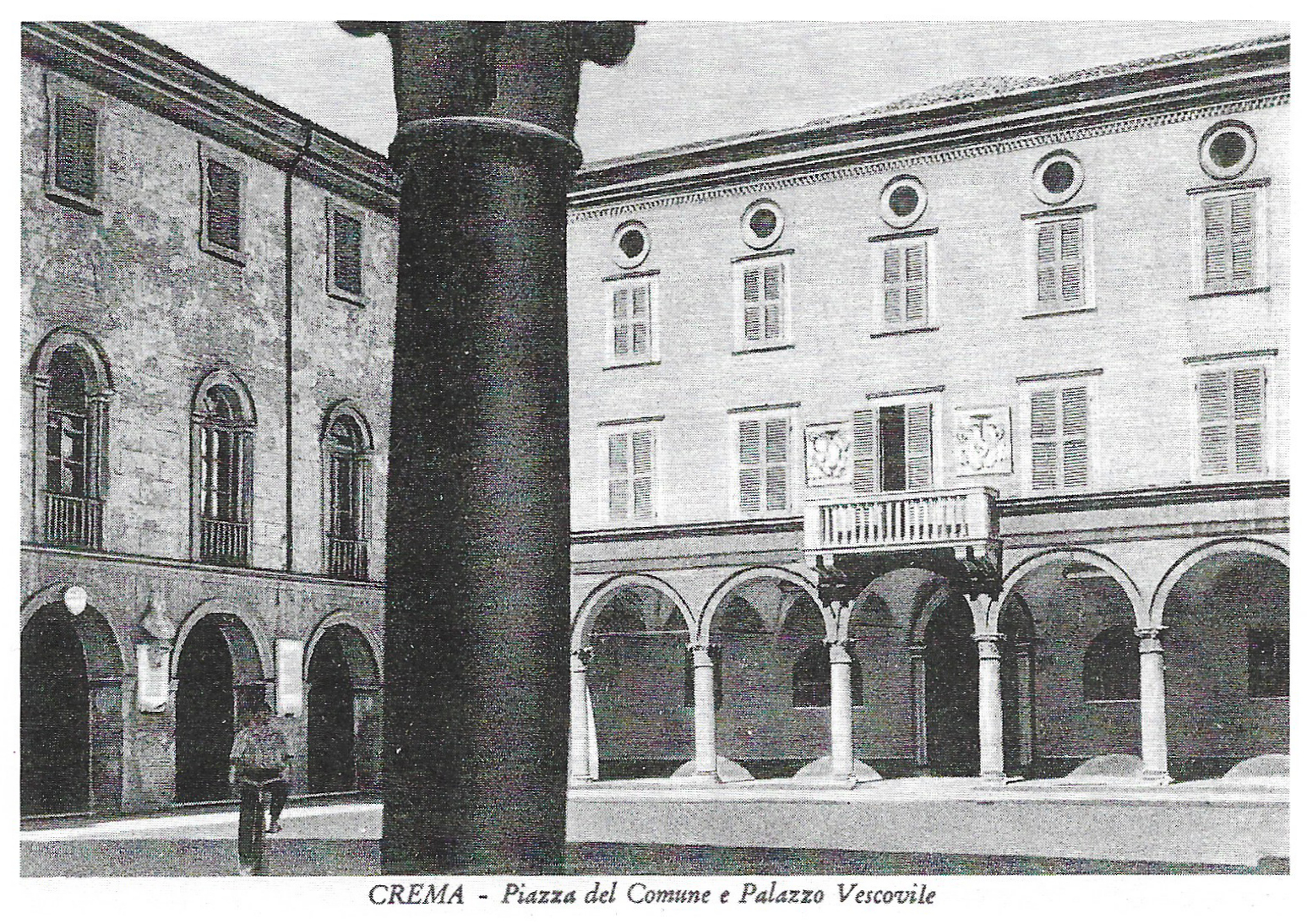
Palazzo vescovile in una cartolina della fine degli anni trenta

Agli inizi del XVI secolo l'area nord-est di piazza Duomo doveva apparire piuttosto disordinata, con le case dei canonici, le sacrestie e, sembra, un secondo campanile.
Già nell'anno 1534, perseguendo un progetto di riordino urbanistico, fu proposto di modificare questa zona urbana edificando un palazzo in stretta relazione estetica al palazzo comunale, ma l'idea non ottenne la maggioranza dei voti dei membri del Gran Consiglio.
La decisione ottenne, invece, parere favorevole qualche anno dopo e il nuovo edificio fu elevato sotto la supervisione di Pietro Terni tra il 1548 ed il 1549, forse su sollecito dei fratelli Giacomo e Francesco Barbo, i due podestà veneti (fratelli) che ressero la città in due mandati distinti ma consecutivi in quegli anni.
Secondo il Perolini, la facciata sarebbe stata modificata nel 1555 con la costruzione dell'attuale portico in sostituzione della concezione originaria che la prevedeva scendere fino a terra. La data che si legge sul capitello della seconda colonna riporta la scritta:
che, sempre secondo l'opinione del Perolini, sarebbe stata incisa successivamente e testimonierebbe la posa della prima pietra.

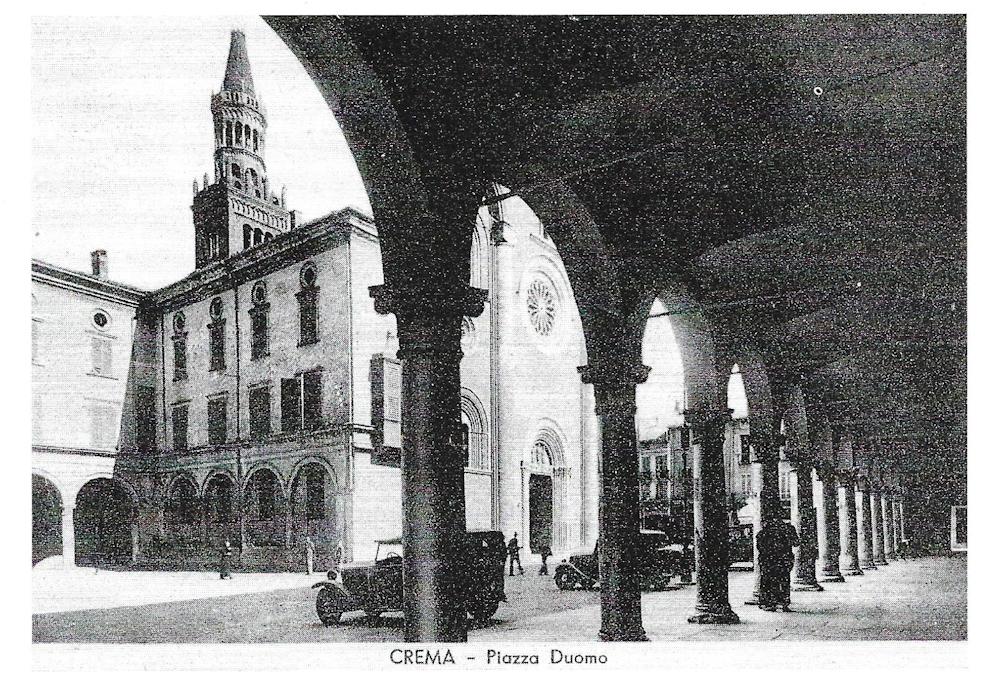
Cartolina degli anni trenta del XX secolo. Si nota l'ala del palazzo demolita nel 1936

La sua funzione primaria fu quella di residenza dei Collegi dei notai, da cui il primitivo nome di Palazzo della Notaria. Tuttavia, l'11 aprile 1580 veniva emessa la bolla «Super Universas» con la quale papa Gregorio XIII istituiva la diocesi di Crema: cessarono così le anomalie e i disagi di una città e di un contado divisi tra i vescovi di Piacenza e quelli di Cremona (e, in piccola parte, Lodi), una situazione conseguente alle prerogative dei Comuni in epoca medievale sull'Insula Fulcheria conseguite con sanguinosi assedi e battaglie; inoltre, era anche la conclusione di un lungo iter iniziato nel 1451 con l'avvio delle pratiche per la sua istituzione. La bolla, peraltro, fu pagata dagli stessi cremaschi: costò 800 scudi, metà provenienti da un finanziamento pubblico e metà chiesti a tutti gli individui maschi (esclusi gli ecclesiastici) con età superiore ai 14 anni.

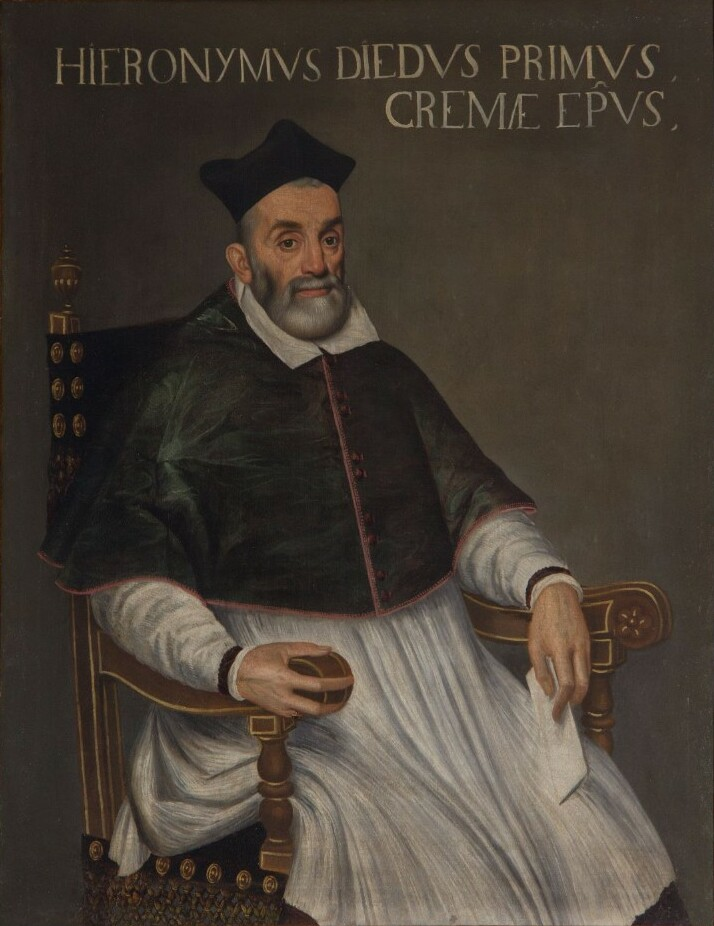
Monsignor Gerolamo Diedo, primo vescovo a risiedere nel palazzo.

Già un mese prima, con rogito datato 3 marzo 1580 redatto dal notaio Pier Francesco Guarino, fu decisa la donazione del palazzo al pontefice per farne la residenza vescovile. Il primo vescovo a risiedervi fu Girolamo Diedo, cui subentrò nel 1584 il nipote Gian Giacomo, entrambi esponenti di una nobile famiglia veneziana. Fu questi che decise di ampliare il palazzo costruendo una nuova ala a ridosso del lato settentrionale del Duomo e relativa apertura per le benedizioni.
Pochi eventi sono da segnalare nei secoli antecedenti il XX secolo, tra questi le conseguenze della soppressione del seminario (31 luglio 1797) durante l'invasione francese che costrinse il vescovo Antonio Maria Gardini a prendere la decisione di ospitare i chierici in episcopio.
Durante il breve dominio austro-russo (1799-1800) vi venne ospitato il comandante della guarnigione russa Listowki, successivamente il palazzo fu requisito e destinato nel 1802 a sottoprefettura; infine, fu restituito al neovescovo Tommaso Ronna nel 1807.

### XX secolo
Tra il 1935 ed il 1936 veniva deciso e attuato l'abbattimento dell'ala voluta nel 1587 da Gian Giacomo Diedo. In occasione dei lavori fu aggiunto sulla facciata principale il monumentale balcone per le benedizioni.
Di quest'ala ne è rimasta traccia un'antica iscrizione collocata nel cortile interno; essa recita:
Il 26 aprile 1945 il vescovado fu il teatro della resa dei fascisti locali; fin dalle prime ore del mattino il vescovo Francesco Maria Franco fu il mediatore tra il CLN locale, presieduto dal conte Lodovico Benvenuti e il commissario prefettizio Giovanni Agnesi. Dopo ore di consultazione le parti furono convocate alle ore 15.30; alle 18.00 fu firmato il patto di resa tramite il quale veniva riconosciuto il CLN quale unico rappresentante del governo di Roma, veniva ingiunta la consegna delle armi dei reparti delle Brigate nere e della Guardia repubblicana e l'affidamento delle caserme alle forze liberatrici.

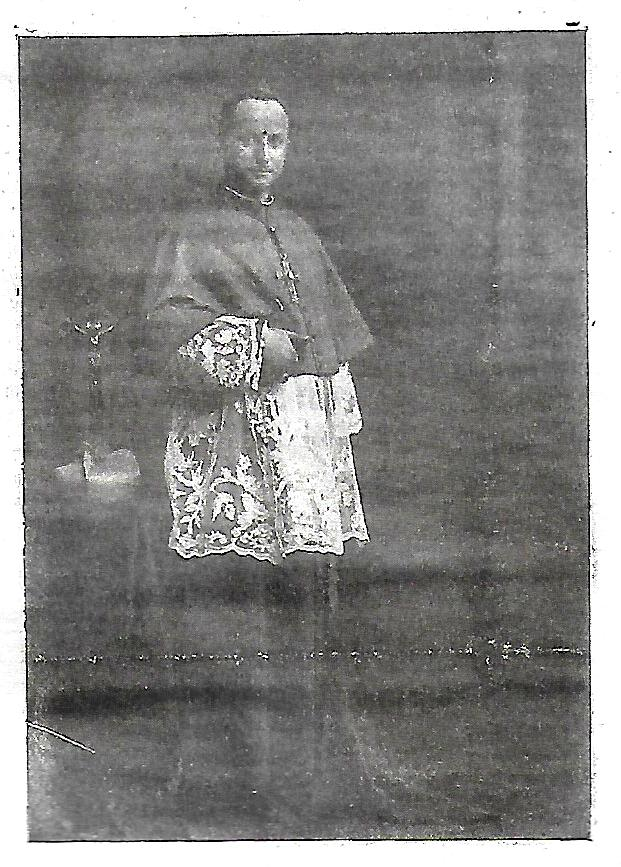
Monsignor Francesco Maria Franco. Assieme all'onorevole Benvenuti (a destra) mediò la resa dei fascisti locali.
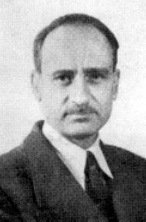
Il conte Lodovico Benvenuti, tra i fondatori del CLN locale e, in seguito, deputato della Repubblica.

Monsignor Libero Tresoldi accolse nel palazzo vescovile papa Giovanni Paolo II il 20 giugno 1992: il santo padre, proveniente dal santuario di Caravaggio fu salutato dalle autorità presso la basilica di Santa Maria della Croce; quindi, dopo un momento di preghiera nello scurolo, si trasferì in piazza Giuseppe Garibaldi dove celebrò la Messa. Al termine della funzione la papamobile lo trasportò fino all'ingresso del duomo per l'incontro con i malati, gli anziani, i volontari ed i sanitari; infine, l'affaccio dal balcone per un breve saluto ai fedeli accalcati in piazza, prima di ritirarsi per il pranzo che fu allestito nella Sala Rossa con 35 convitati.

## Caratteristiche

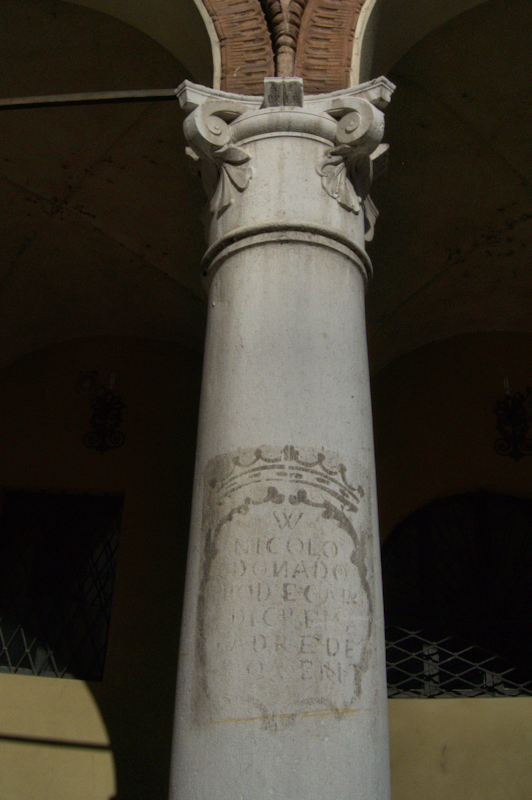
Colonna del palazzo con iscrizione del 1575 inneggiante il podestà Nicolò Donado

Il palazzo vescovile ha una forma a "U", con la facciata rivolta verso piazza Duomo, l'ala settentrionale è parallela a via Forte e la fronte posteriore si affaccia lungo via Vescovado.
La facciata principale è di gusto rinascimentale lombardo, con il portico scandito da cinque arcate a tutto sesto (più la sesta luce in sostituzione dell'ala demolita) profilate da motivi in terracotta e divise da colonne in marmo.
Sulla prima colonna sinistra sopravvive una scritta cinquecentesca che inneggia al podestà Nicolò Donado, che svolse il suo mandato a Crema tra il 6 novembre 1575 ed il 5 maggio 1577.
Le arcate sono in linea con le finestre del primo piano, mentre quelle superiori sono puramente ornamentali essendo il palazzo privo del secondo piano. Completano la facciata cinque oculi posti nel sottogronda.

## Gli stemmi
A fianco del balcone sono murati due stemmi vescovili: quello di sinistra è lo stemma del secondo vescovo di Crema, mons. Gian Giacomo Diedo (1584-1616), mentre quello di destra è lo stemma del terzo vescovo, Pietro Emo (1616-1629); entrambi erano nobili esponenti di famiglie patrizie veneziane.
Gli stemmi erano collocati originariamente nel cortile, ma furono murati sulla facciata dopo gli interventi degli anni 1935-1936.

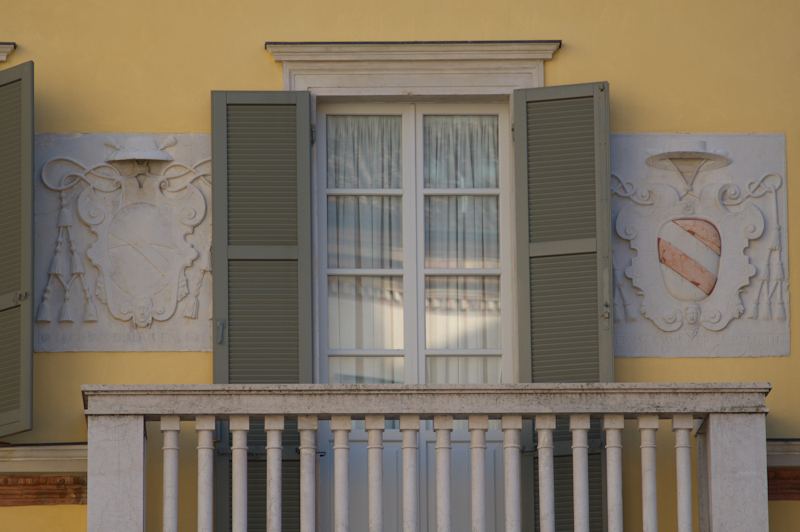
Gli stemmi dei vescovi Gian Giacomo Diedo e Pietro Emo

## Opere
Le sale di rappresentanza conservano opere artistiche di pregio.
Si segnalano le tele dell'Annunciazione e della Visitazione, di provenienza e autore incerti, che alcuni studi propenderebbero per assegnare alla mano di Alberto Piazza; e inoltre: la Madonna con Bambino di pittore anonimo lombardo (che Cesare Alpini attribuirebbe a Giovanni Giacomo Gastoldi), lo Sposalizio della Vergine del Romanino, una Sacra conversazione di Jacopo Palma il Vecchio e una tela raffigurante San Girolamo di Jacopo Palma il Giovane.
Notevole è l'ambiente di rappresentanza noto come Sala rossa - dal colore prevalente della tappezzeria – con soffitto a cassettoni settecentesco e i ritratti dei vescovi cremaschi appesi alle pareti.

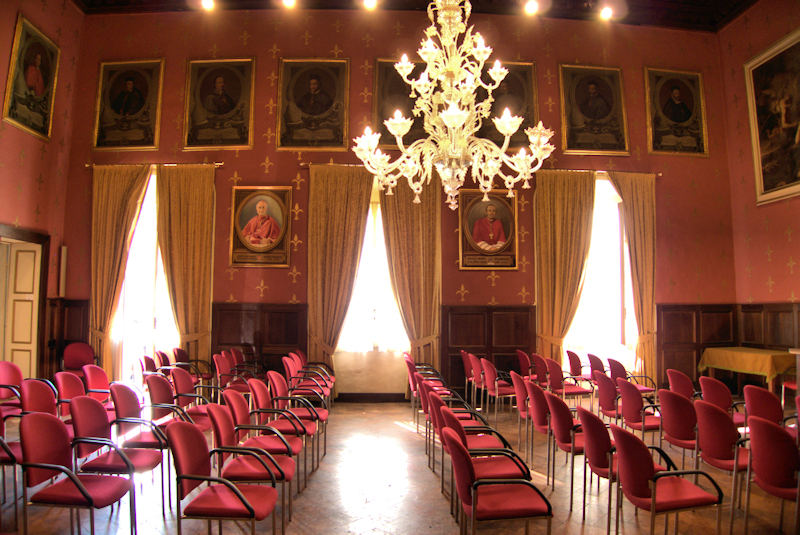
La Sala rossa, lato verso Piazza Duomo.
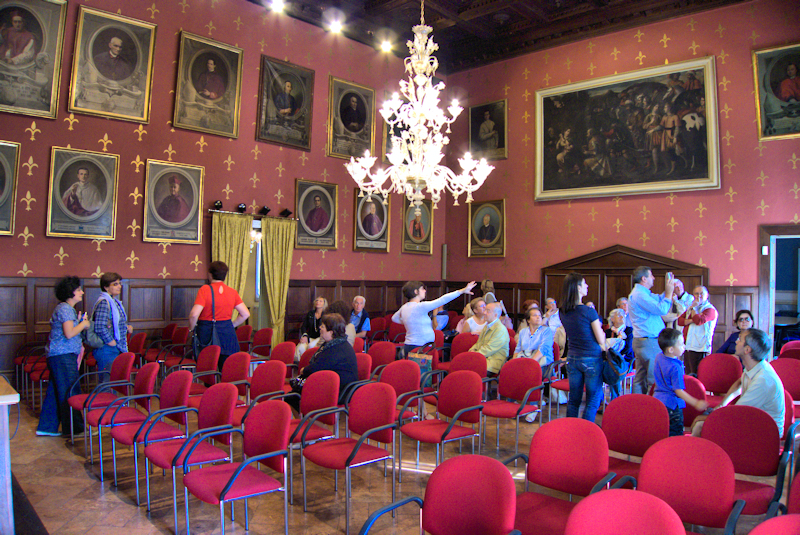
Particolare della Sala rossa.
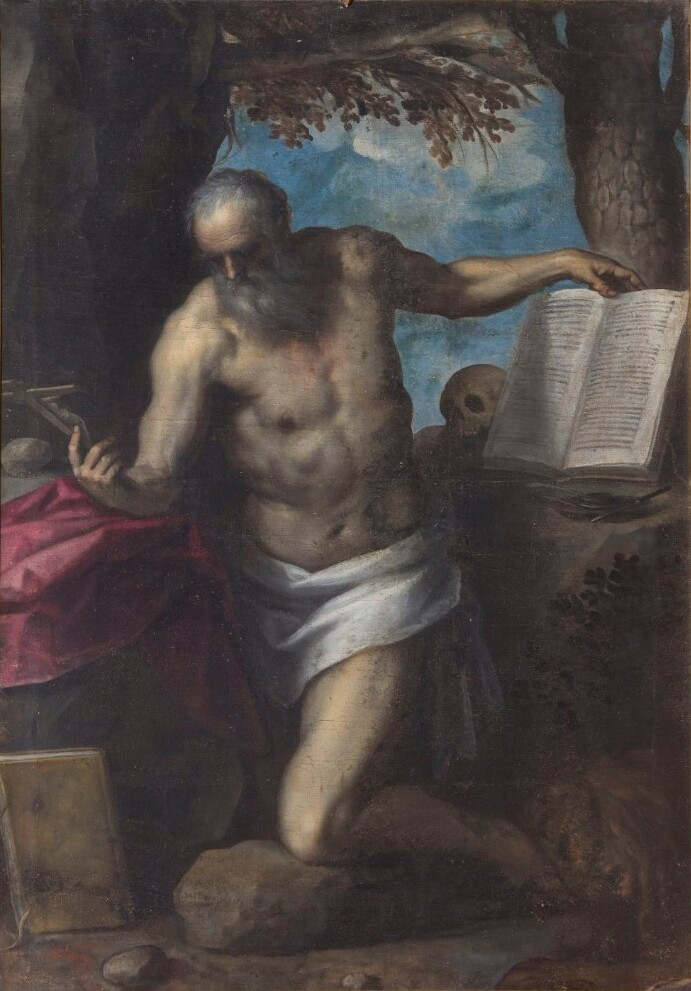
Jacopo Palma il Giovane, San Gerolamo, olio su tela, ca. 1590-1599.
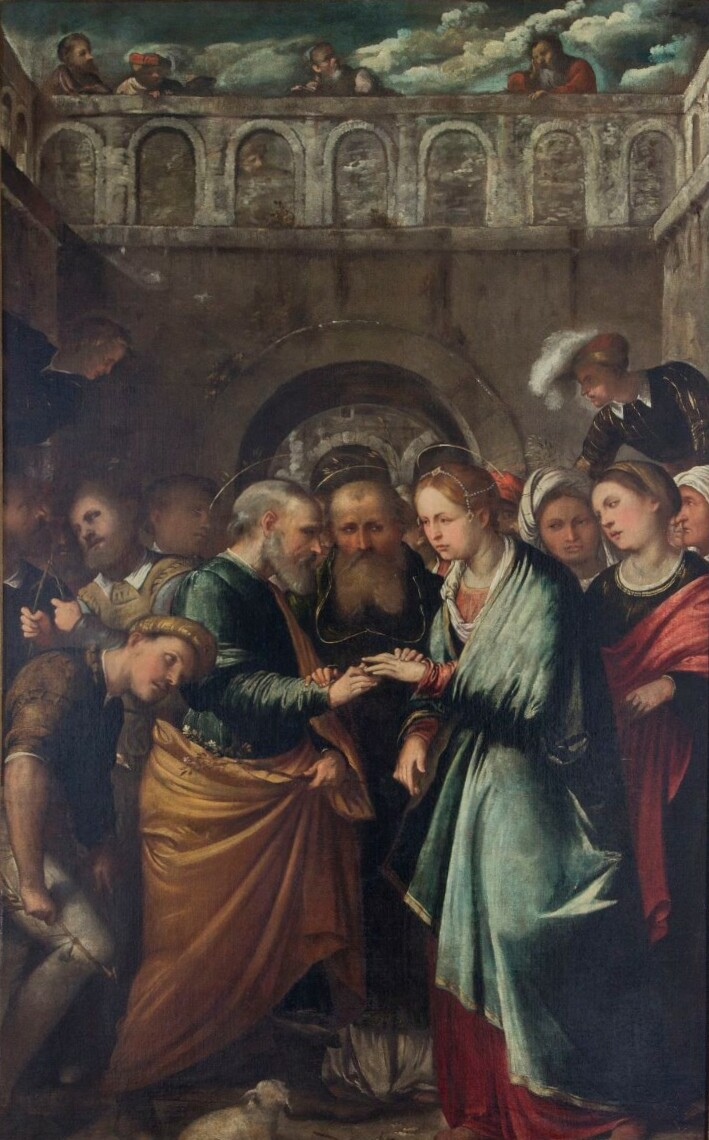
Romanino, Sposalizio della Vergine, olio su tela, XVI secolo.
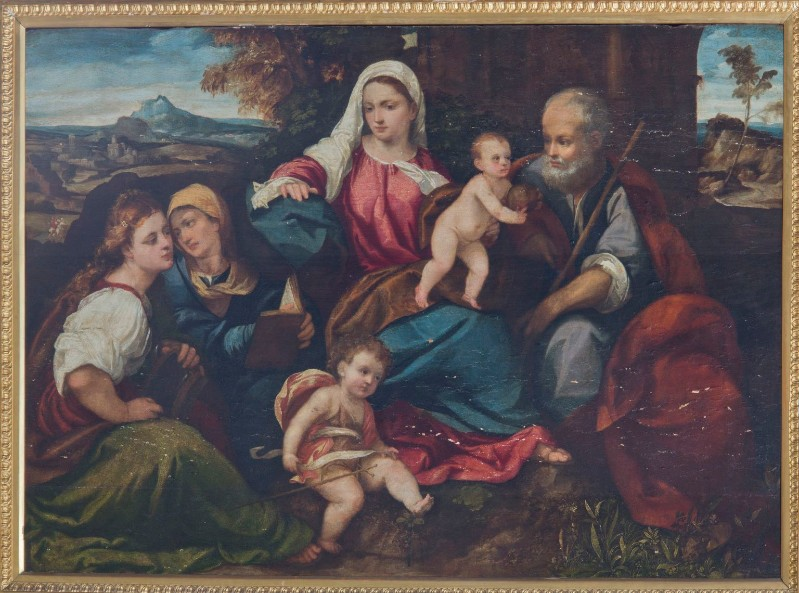
Jacopo Palma il Vecchio, Sacra conversazione, olio su tela, ca. 1500-1510.